# کرستن اوبراین
کرستن لیندسی اوبراین (زاده ۲۳ فوریه ۱۹۷۲) یک مجری تلویزیونی و بازیگر انگلیسی است. او بیشتر به خاطر ارائه کارهایش برای بی‌بی‌سی، از جمله برنامه هنری محبوب سی‌بی‌بی‌سی هوشمندانه از سال ۱۹۹۹ تا ۲۰۰۹، برنامه هنری پیش‌دبستانی سی‌بیبیز مارتینیز در سال ۲۰۰۲ شناخته می‌شود. او از سال ۲۰۲۳ مجری برنامه صبحانه رادیو برکشایر بی‌بی‌سی بوده است.
اوبراین در دانشگاه مرکزی انگلستان در بیرمنگام در رشته رسانه و ارتباطات تحصیل کرد و در سال ۱۹۹۳ فارغ‌التحصیل شد. او اولین تجربه پخش خود را در ایستگاه رادیویی دانشجویی دانشگاه به دست آورد که منجر به اولین کارش در سال ۱۹۹۵ در تلویزیون Tyne Tees شد و در آنجا اولین ارائه خود را در یک برنامه علمی کودکان انجام داد.